# 輪舞-revolution
「輪舞-revolution」（ロンド・レボリューション）は、奥井雅美の楽曲。作詞は奥井、作曲は矢吹俊郎によって制作され、1997年にテレビ東京系で放送されたテレビアニメ『少女革命ウテナ』のオープニング主題歌として使用された。
シングルは、奥井の単独による「輪舞-revolution」と、裕未瑠華によるエンディング主題歌「truth」とのカップリングによる両A面の「輪舞-revolution/truth」が、裕未の単独による「truth」と合わせて、スターチャイルドから1997年5月21日に同時発売された。

## 総説
『少女革命ウテナ』の監督を務めた幾原邦彦は、仮タイトルは「Take my revolution」あるいは「輪舞 〜Take my revolution〜」だったと自身のブログで述べている。また、楽曲は奥井の女子高生らしさのあるスタイルに「脱ぎ捨て 裸になる」「世界を変える」といった作品の世界観を表現する言葉を幾原の依頼で盛り込んだ形としている。なお、劇場版『少女革命ウテナ アドゥレセンス黙示録』においても挿入歌として使われている。
奥井がこの曲の作詞を行う時点でアニメに関する資料が全く揃っておらず、どんな内容のアニメなのかも分からなかった。そんな中でスタッフからいくつか指定されていた『必ず入れて欲しいワード』を組み合わせてなんとか歌詞を書き上げた。そのため、放送されたアニメと歌詞が合っていたのは偶然で、むしろ私がびっくりしたと後のインタビューで明かしている。
オープニングで使用されたTVサイズ版では、CD版とは別に収録された歌唱パートが使用されている。また、コーラス部も若干異なっている。アルバム『Ma-KING』では〈red rose version〉として収録されている。
2019年3月1日、ソニー・ミュージックエンタテインメントのアニメソング人気投票キャンペーン「平成アニソン大賞」において作詞賞（1989年 - 1999年）に選出された。

## シングル「輪舞-revolution」
「輪舞-revolution」（ロンド・レボリューション）は、奥井雅美の通算10作目となるシングルである。
カップリング曲の「I can't…」は、アルバム『Ma-KING』では〈daydreamix〉として収録されている。

### 「輪舞-revolution」収録曲
| 全作詞: 奥井雅美、全作曲・編曲: 矢吹俊郎。 |                                        |          |            |      |
| #                                          | タイトル                               | 作詞     | 作曲・編曲 | 時間 |
| 1.                                         | 「輪舞-revolution」                    | 奥井雅美 | 矢吹俊郎   | 4:37 |
| 2.                                         | 「I can't…」                           | 奥井雅美 | 矢吹俊郎   | 5:37 |
| 3.                                         | 「輪舞-revolution」(off vocal version) | 奥井雅美 | 矢吹俊郎   | 4:36 |
| 4.                                         | 「I can't…」(off vocal version)        | 奥井雅美 | 矢吹俊郎   | 5:35 |
| 合計時間:                                  | 合計時間:                              | 20:25    |            |      |

### 参加ミュージシャン
| 輪舞-revolution - Synthesizer programming, Keyboards and Guitars : 矢吹俊郎 - Sax solo : 藤陵雅裕 - Chorus : 奥井雅美, 田中耕作 - Mix : Koji Uchikado | I can't… - All instruments : 矢吹俊郎 - Chorus : 奥井雅美, 副田研二, 新堀崇 - Mix : Atsushi Hattori |

## シングル「輪舞-revolution/truth」
「輪舞-revolution/truth」（ロンド・レボリューション/トゥルース）は、上述のように「輪舞-revolution」「truth」個別のシングルと同時発売された。
ジャケットイラストは、さいとうちほによる描き下ろしのウテナとアンシーである。

### 「輪舞-revolution/truth」収録曲
| #         | タイトル                      | 作詞      | 作曲      | 編曲         | 時間 |
| --------- | ----------------------------- | --------- | --------- | ------------ | ---- |
| 1.        | 「輪舞-revolution」(奥井雅美) | 奥井雅美  | 矢吹俊郎  | 矢吹俊郎     | 4:36 |
| 2.        | 「truth」(裕未瑠華)           | 藤林聖子  | 新井理生  | 平間あきひこ | 4:26 |
| 合計時間: | 合計時間:                     | 合計時間: | 合計時間: | 合計時間:    | 9:02 |

## カバー
| アーティスト                          | 収録作品                                                              | 発売日          | 備考                                                |
| 輪舞-revolution                       | 輪舞-revolution                                                       | 輪舞-revolution | 輪舞-revolution                                     |
| ------------------------------------- | --------------------------------------------------------------------- | --------------- | --------------------------------------------------- |
| 下川みくに                            | 『Review 〜下川みくに青春アニソンカバーアルバム〜』                   | 2003年12月17日  |                                                     |
| 中川翔子                              | 『しょこたん☆かばー×2 〜アニソンに愛を込めて!!〜』                    | 2007年9月19日   |                                                     |
| 喜多村英梨                            | 『百歌声爛 女性声優編II』                                             | 2008年1月23日   | カバーコンピレーション・アルバム                    |
| 茅原実里                              | 『Tribute to Masami Okui 〜Buddy〜』                                  | 2008年6月25日   | 奥井雅美のトリビュート・アルバム                    |
| 田中理恵                              | 『百歌声爛 女性声優編III』                                            | 2009年3月18日   | カバーコンピレーション・アルバム                    |
| 春日楠 starring 小清水亜美            | 『「神のみぞ知るセカイ」キャラクター・カバーALBUM 〜選曲:若木民喜〜』 | 2011年12月21日  |                                                     |
| 後藤沙緒里                            | 『新・百歌声爛II 女性声優編』                                         | 2012年2月8日    | カバーコンピレーション・アルバム                    |
| WING WORKS                            | 『V-ANIME ROCKS evolution』                                           | 2013年10月2日   | カバーコンピレーション・アルバム                    |
| 鈴谷アキ×モイラ                       | 『1 ∞ color』                                                         | 2021年11月3日   |                                                     |
| 燐舞曲                                | 『D4DJ Groovy Mix カバートラックス vol.3』                            | 2022年1月26日   | ゲーム『D4DJ Groovy Mix』のカバーアルバム           |
| Morfonica［倉田ましろ（進藤あまね）］ |                                                                       |                 | ゲーム『バンドリ! ガールズバンドパーティ!』の収録曲 |
| Edel Note                             |                                                                       |                 | ゲーム『Link!Like!ラブライブ！』の収録曲            |

### ユニットメンバー
1. ↑  青柳椿（加藤里保菜）、月見山渚（大塚紗英）、矢野緋彩（もものはるな）、三宅葵依（つんこ）
2. ↑  セラス・柳田・リリエンフェルト（三宅美羽）、桂城泉（進藤あまね）